# Mato Grosso (film)
Mato Grosso (Medicine Man) è un film del 1992 diretto da John McTiernan. Girato in Messico, in una zona molto simile alla foresta amazzonica, il film si avvale di veri indios come comparse. Il titolo originale "The Medicine Man", allude al personaggio di Sean Connery, considerato dagli indios della tribù un "taumaturgo".

## Trama
Una società farmaceutica invia la ricercatrice statunitense Rae Crane nella foresta pluviale amazzonica per individuare il medico Robert Campbell, ritiratosi a vivere nella più profonda foresta. Una volta trovato l'uomo, questi la caccia ma lei si rifiuta di andare via dato il lungo viaggio e la stanchezza. Il medico si trova così costretto ad ospitarla ma il loro rapporto, sin dall'inizio, è molto difficile per i loro caratteri opposti: lei cinica donna in carriera, lui disilluso da tutto.
Robert fa sapere a Rae di aver trovato un miracoloso farmaco per la cura del cancro ma i suoi tentativi di sintetizzare il composto hanno fallito; perciò isola un derivato di una specie di Bromeliaceae con l'intento di trovare la sua fonte. Rae lo aiuta nella ricerca per trovare le informazioni necessarie per il farmaco per poterlo così vendere capendo inoltre che questi fiori non hanno poteri curativi.
Nel villaggio, Campbell decide di provare il siero con un ragazzo ma Rae, che voleva prima capirne tutti gli effetti, lo convince a non farlo. Le condizioni peggiorano e così lei cede e la mattina seguente il ragazzo migliora. Il villaggio però è in tumulto poiché la strada di accesso è quasi completata e così Campbell cerca di convincere i lavoratori della società di fermare la costruzione ma questi rifiutano. In preda alla disperazione e non riuscendo ad individuare l'elemento mancante, Rae gestisce il cromatografo ancora una volta e per caso scopre che la fonte della cura non è il fiore, ma una specie di rara formica indigena della foresta pluviale. Nella lotta per fermare gli operai, un bulldozer sfugge al controllo provocando un incendio che distrugge il villaggio.
Il giorno successivo, Crane invia a Campbell nuove attrezzature e l'assistente di ricerca che aveva originariamente richiesto. Lo trova e consegna il suo mantello a Campbell e Rae accetta di continuare a lavorare con lui in cambio del riconoscimento per aver scoperto la fonte del composto.

## Riconoscimenti
- 1992 - Razzie Awards
  - Nomination alla Peggior attrice protagonista per Lorraine Bracco